# Барнетт, Дик
Ри́чард Ба́рнетт (англ. Richard "Dick" Barnett; 2 октября 1936, Гэри, штат Индиана, США — 27 апреля 2025, Ларго, Флорида, США) — американский профессиональный баскетболист, игравший за клубы Национальной баскетбольной ассоциации «Сиракьюс Нэшнлз», «Лос-Анджелес Лейкерс» и «Нью-Йорк Никс» и команду АБЛ «Кливленд Пайперс», с которым он стал первым из двух чемпионов. Двукратный чемпион НБА в составе «Нью-Йорк Никс». Член баскетбольного зала славы с 2024 года.

## Биография
Барнетт учился в Университет штата Теннесси и все три сезона в составе основной команды колледжа приводил её к чемпионству NAIA. В чемпионатах 1958 и 1959 года он признавался Самым ценным игроком турнира NAIA, а тренер команды Джон Маклендон был включён в Зал славы баскетбола, а позже и в Зал славы студенческого баскетбола вместе с самим Барнеттом .
На драфте 1959 года Дик был выбран под общим 4-м номером командой «Сиракьюс Нэшнлз» и после первых двух сезонов в НБА с неплохой статистикой (средние 12,4 и 16,9 очка в первом и втором сезоне соответственно) принял приглашение играть в новообразованной Американской баскетбольной лиге от клуба «Кливленд Пайперс». Вместе с ним Барнетт завоевал первое чемпионство АБЛ, после чего решил не продлевать контракт с командой.
Вернувшись в НБА в 1962 году, Барнетт подписал контракт с «Лос-Анджелес Лейкерс», где играл под руководством молодого тренера Фреда Шауса. В команде Барнетт был основным игроком, проигрывая в результативности только Элджину Бэйлору и Джерри Уэсту в первых двух сезонах за «Лейкерс». Но в сезоне 1964/65 Дик несколько потерял в статистике (с 18,4 очка в среднем за игру в прошлом сезоне до 13,8 в текущем) и по его итогам был обменян в клуб «Нью-Йорк Никс» на Боба Бузера.
В команде с действующим новичком года НБА Уиллисом Ридом и присоединившимся в начале сезона одним из лучших игроков лиги Уолтом Беллами Барнетт неожиданно стал лидером коллектива и по итогам сезона набрал больше всех очков в сумме среди всех игроков «Нью-Йорка». Однако даже несмотря на высшие карьерные 23,1 очка и 4,1 подбора в среднем за игру, команда не смогла пробиться даже в плей-офф НБА, а уже в следующих двух сезонах вылетала на стадии первого раунда. После обмена Уолта Беллами и Ховарда Комайвса в «Детройт Пистонс» на Дэйва Дебуше, а также выбора на смежных драфтах Уолта Фрейзера и Билла Брэдли клуб «Нью-Йорк Никс» стал самым реальным претендентом на главный титул НБА и это вылилось в два чемпионства за четыре сезона и выход в финал НБА и в финал конференции. Чемпионство сезона 1969/70 решалось в седьмой игре серии против бывшего клуба Барнетта «Лос-Анджелес Лейкерс», которая завершилась уверенной победой «Нью-Йорка», сам же Барнетт стал в ней вторым по результативности игроком с 20 очками. В сезонах 1971/72 и 1972/73 «Нью-Йорк Никс» также доходили до финала лиги, где встречали на своём пути всё тех же «Лейкерс». И с одинаковым счётом в серии 4-1 сначала проиграли, а в следующем сезоне взяли верх в противостоянии с соперником. Дику было 36 лет, когда «Никс» выигрывали второй титул, и он играл всё меньшую роль в команде. После всего пяти игр следующего сезона, не доиграв его до конца, Барнетт решил завершить карьеру, а команда вскоре закрепила за ним № 12, майка с которым висит под сводами «Мэдисон-сквер-гарден».
Скончался 27 апреля 2025 года в доме престарелых в Ларго, штат Флорида в возрасте 88 лет.

## Статистика

### Статистика в НБА
| Сезон   | Команда  | Регулярный сезон | Регулярный сезон | Регулярный сезон | Регулярный сезон | Регулярный сезон | Регулярный сезон | Регулярный сезон | Регулярный сезон | Регулярный сезон | Регулярный сезон | Регулярный сезон | Серия плей-офф | Серия плей-офф | Серия плей-офф | Серия плей-офф | Серия плей-офф | Серия плей-офф | Серия плей-офф | Серия плей-офф | Серия плей-офф | Серия плей-офф | Серия плей-офф |
| Сезон   | Команда  | GP               | GS               | MPG              | FG%              | 3P%              | FT%              | RPG              | APG              | SPG              | BPG              | PPG              | GP             | GS             | MPG            | FG%            | 3P%            | FT%            | RPG            | APG            | SPG            | BPG            | PPG            |
| ------- | -------- | ---------------- | ---------------- | ---------------- | ---------------- | ---------------- | ---------------- | ---------------- | ---------------- | ---------------- | ---------------- | ---------------- | -------------- | -------------- | -------------- | -------------- | -------------- | -------------- | -------------- | -------------- | -------------- | -------------- | -------------- |
| 1959/60 | Сиракьюс | 57               |                  | 21,7             | 41,2             |                  | 71,1             | 2,7              | 2,8              |                  |                  | 12,4             | 3              |                | 21,3           | 31,6           |                | 85,7           | 4,7            | 1,3            |                |                | 10,0           |
| 1960/61 | Сиракьюс | 78               |                  | 26,5             | 45,2             |                  | 71,2             | 3,6              | 2,8              |                  |                  | 16,9             | 8              |                | 28,3           | 43,8           |                | 72,2           | 4,5            | 1,5            |                |                | 15,5           |
| 1962/63 | Лейкерс  | 80               |                  | 31,8             | 47,1             |                  | 81,5             | 3,0              | 2,8              |                  |                  | 18,0             | 13             |                | 28,5           | 47,0           |                | 79,4           | 2,9            | 1,6            |                |                | 16,8           |
| 1963/64 | Лейкерс  | 78               |                  | 33,6             | 45,2             |                  | 77,3             | 3,2              | 3,1              |                  |                  | 18,4             | 5              |                | 30,8           | 40,4           |                | 84,4           | 1,6            | 3,4            |                |                | 13,8           |
| 1964/65 | Лейкерс  | 74               |                  | 27,4             | 41,3             |                  | 79,9             | 2,7              | 2,1              |                  |                  | 13,8             | 10             |                | 28,7           | 48,0           |                | 79,5           | 3,0            | 3,3            |                |                | 17,5           |
| 1965/66 | Нью-Йорк | 75               |                  | 34,5             | 46,9             |                  | 77,2             | 4,1              | 3,5              |                  |                  | 23,1             | Не участвовал  | Не участвовал  | Не участвовал  | Не участвовал  | Не участвовал  | Не участвовал  | Не участвовал  | Не участвовал  | Не участвовал  | Не участвовал  | Не участвовал  |
| 1966/67 | Нью-Йорк | 67               |                  | 29,4             | 47,8             |                  | 78,3             | 3,4              | 2,4              |                  |                  | 17,0             | Не участвовал  | Не участвовал  | Не участвовал  | Не участвовал  | Не участвовал  | Не участвовал  | Не участвовал  | Не участвовал  | Не участвовал  | Не участвовал  | Не участвовал  |
| 1967/68 | Нью-Йорк | 81               |                  | 30,7             | 48,2             |                  | 78,0             | 2,9              | 3,0              |                  |                  | 18,0             | 6              |                | 35,2           | 52,1           |                | 72,4           | 4,5            | 3,5            |                |                | 23,8           |
| 1968/69 | Нью-Йорк | 82               |                  | 36,0             | 46,3             |                  | 77,4             | 3,1              | 3,5              |                  |                  | 17,6             | 10             |                | 40,2           | 39,9           |                | 68,5           | 3,5            | 2,7            |                |                | 16,7           |
| 1969/70 | Нью-Йорк | 82               |                  | 33,8             | 47,5             |                  | 71,4             | 2,7              | 3,6              |                  |                  | 14,9             | 19             |                | 37,6           | 46,8           |                | 77,6           | 2,1            | 3,4            |                |                | 16,9           |
| 1970/71 | Нью-Йорк | 82               |                  | 34,7             | 45,6             |                  | 69,4             | 2,9              | 2,7              |                  |                  | 15,5             | 12             |                | 37,9           | 47,7           |                | 69,8           | 3,2            | 3,0            |                |                | 19,5           |
| 1971/72 | Нью-Йорк | 79               |                  | 28,6             | 43,7             |                  | 75,3             | 1,9              | 2,5              |                  |                  | 12,2             | 12             |                | 10,9           | 46,9           |                | 41,7           | 0,7            | 0,8            |                |                | 4,3            |
| 1972/73 | Нью-Йорк | 51               |                  | 10,1             | 38,9             |                  | 53,3             | 0,8              | 1,0              |                  |                  | 3,8              | 4              |                | 4,3            | 50,0           |                | -              | 0,0            | 0,5            |                |                | 1,5            |
| 1973/74 | Нью-Йорк | 5                |                  | 11,6             | 38,5             |                  | 66,7             | 0,8              | 1,2              | 0,2              | 0,0              | 4,4              | Не участвовал  | Не участвовал  | Не участвовал  | Не участвовал  | Не участвовал  | Не участвовал  | Не участвовал  | Не участвовал  | Не участвовал  | Не участвовал  | Не участвовал  |
|         | Всего    | 971              |                  | 29,8             | 45,6             |                  | 76,1             | 2,9              | 2,8              | 0,2              | 0,0              | 15,8             | 102            |                | 29,7           | 45,8           |                | 74,8           | 2,7            | 2,4            |                |                | 15,1           |